# Аллан, Уильям
Уильям Аллан (1881—1943) — американский врач и пионер генетики. Исследователь наследственных заболеваний и создатель первого курса генетики человека, который начал изучаться в en:Bowman Gray School of Medicine (сейчас относится к en:Wake Forest University Baptist Medical Center).
До своего назначения главой первого департамента медицинской генетики в школе Боуман-Грей Аллан снискал себе национальную известность ранними работами в области человеческой и медицинской генетики, которые он вёл в Шарлотте, штат Северная Каролина. Как председатель нового департамента учёный также руководил первой американской исследовательской программой в сфере генетики, которую финансировал Фонд Карнеги.

## Премия Уильяма Аллана
Американское общество генетики человека (American Society of Human Genetics, ASHG) в 1961 году учредило в честь Уильяма Аллана премию, ежегодно вручаемую за научный вклад в области генетики человека. К денежной премии прилагается медаль.

## Синдром Аллана-Херндона-Дадли
Это редкое нарушение, встречающееся только у мужчин, приводит к средней или тяжёлой умственной отсталости и проблемами с движениями. Оно названо в честь Аллана, а также Флоренс Дадли и Нэша Херндона.